# Färgare Höglanders gård
Färgare Höglanders gård är en byggnad i centrala Umeå, uppförd 1882 för färgfabrikör Johan Magnus Höglander (1836–1909) med butikslokaler i bottenvåningen  och bostäder en trappa upp. Gården gav upphov till kvartersnamnet Färgaren. 
Höglander hade 1859 grundat J M Höglanders färgeri, garn och väfnadsaffär i Umeå, dels i form av en "minutaffär" (detaljhandelsbutik) på Kungsgatan, dels en fabrik med väveri och vadmalsstamp i Ersmark  där lokalbefolkningen kunde få hemvävda garner och tyger färgade. Fabriken brann ned till grunden 1878 men återuppfördes. År 1897 upprättades en filial i Lycksele, som även den brann ned (1911) men inte återupptogs, då Höglander avlidit 1909 och verksamheten fortsatt under ledning av änkan, fru Hanna Höglander.
Byggnaden, som förskonades vid stadsbranden 1888, är en av Umeå äldsta och ett exempel på den mer påkostade byggnadstyp som utmärkte Storgatan och den förnämare västra stadsdelen före branden. Huset kan ses som en pendang till bankhuset på andra sidan gatan – den så kallade Smörasken – från 1877.
Huvudbyggnaden är av timmer i två våningar med valmat plåttak. Fasaden i nyrenässansstil med pilastrar, listverk och konsolfris i takfoten, allt målat i beige och olivgrönt, ritades av stadsbyggmästare Gustav Axel Pettersson.
Efter stadsbranden 1888 köptes fastigheten av Västerbottens Läns Sparbank som inrättade kontor i bottenvåningen, och byggde ett gårdshus mot brandgatan i norr. Senare har tillkommit ett större hus i vinkel, längs Västra esplanaden.
Från 1967 till 2018 huserade möbelvaruhuset Comfort möbler i fastigheten, som redan 2007 sålts till fastighetsbolaget Umehem.